# Kimball (Dakota del Sud)
Kimball è un comune degli Stati Uniti d'America, situato in Dakota del Sud, nella contea di Brule.